# Vinlandskortet
Vinlandskortet påstås at stamme fra 1400-tallet, og fra før Christoffer Columbus opdagede Amerika. Det dukkede op i 1957, og det viser omridsene af Europa, Nordafrika, Grønland og et lille område vest for Grønland, som kan ligne et stykke af Nordamerikas østkyst (nordboernes Vinland).
Ifølge de islandske annaler drog biskop Erik af sted i 1121 og pave Pascals sidste år var ifølge andre kilder 1117.
Kortets tekst fortæller: "Vinland, opdaget af Bjani (Bjarni Herjolfsson) og Leif (Leif den Lykkelige) i fællesskab. Landet er uhyre frugtbart og der vokser endda vin. Erik (Upsi) af Grønland, som ankom til dette udstrakte og rige land i den almægtige Guds navn i det sidste år af vor yderst velsignede fader Pascal. Erik forblev der en sommer og vinter og returnerede så mod nordøst til Grønland, hvorfra han forsatte i den ydmygeste lydighed overfor sine overordnedes vilje."
Kortets ægthed har længe været undersøgt; en dansk undersøgelse ledet af René Larsen konkluderede i 2009, at der ikke var grund til at antage kortet var et falskneri. Senere fandt specialister fra Yale University i 2021 endnu engang frem til at det måtte være en moderne forfalskning.

## Undersøgelser

### Analyse af blækket
Ved en analyse med laserlys har to kemikere, Robin Clark og Katherine Brown fra University College i London, fundet frem til to ting:
1. De sorte streger er kulstofholdige, hvad der godt kan være tilfældet på så gamle kort
2. Den gullige skygge langs stregerne skyldes ikke jernsulfat, som det er normalt på gamle pergamenter, men det kemiske stof anatas, som først er kendt fra ca. 1920. Anatas forekommer naturligt som en større procentdel i små partikler i lertypen kaolin (=porcelænsler), som hovedsageligt består af mineralet kaolinit.[3]

Andre  har målt på blækket og fundet, at det svarer til lignende håndskrifter fra samme tid.

### Datering af pergamentet
Videnskabsfolk fra University of Arizona, U.S. Department of Energys Brookhaven National Laboratory, og Smithsonian Institution har offentliggjort deres kulstof 14-datering af kortets pergament i tidsskriftet Radiocarbon (august 2002). Dateringen viser, at pergamentet er fremstillet mellem 1423 og 1445,
hvilket passer med det håndskrift, som det hører sammen med.